# Clara Rosager
Clara Rosager (* 2. November 1996 in Kopenhagen) ist eine dänische Schauspielerin.

## Leben
Clara Rosager hatte 2016 erste Filmrollen im Liebesfilm Halt mich fest als Cecilie sowie in Vejen til Sibirien / The Road to Siberia von Ryan Løkken als Emma. In Verachtung, der Verfilmung des gleichnamigen Romanes von Jussi Adler-Olsen, verkörperte sie 2018 die Rolle der Rita Nielsen. Für ihre Darstellung der Signe in Før frosten (2018) von Michael Noer wurde sie 2020 für die dänischen Filmpreise Robert und Bodil nominiert. 
In der Netflix-Serie The Rain gehörte sie 2019/2020 in der zweiten und drittel Staffel als Sarah zur Hauptbesetzung. 2020 war sie in der britischen Tragikomödie Die Misswahl – Der Beginn einer Revolution als Miss Schweden Maj Christel Johansson zu sehen. In der zweiten Staffel der Sky-Serie Devils verkörperte sie 2022 die Rolle der Nadya Wojcik. In der im November 2022 auf Netflix veröffentlichten Mystery-Thrillerserie 1899 übernahm sie die Rolle der Tove.
In den deutschsprachigen Fassungen wurde sie unter anderem von Christina Wöllner in Die Misswahl – Der Beginn einer Revolution, von Nicole Hannak in Verachtung und von Maximiliane Häcke in The Rain synchronisiert.

## Filmografie (Auswahl)
- 2016: Halt mich fest (En-to-tre-nu!)
- 2016: Vejen til Sibirien / The Road to Siberia
- 2018: Før frosten
- 2018: Verachtung (Journal 64)
- 2019–2020: The Rain (Fernsehserie, 12 Folgen)
- 2019: Forhøret – Lagenheten (Fernsehserie)
- 2020: Turned (Kurzfilm)
- 2020: Die Misswahl – Der Beginn einer Revolution (Misbehaviour)
- 2021: 2Døgn (Fernsehserie, 4 Folgen)
- 2022: Kysset
- 2022: Morbius
- 2022: Devils (Fernsehserie, 8 Folgen)
- 2022: 1899 (Fernsehserie, 8 Folgen)
- 2023: Darkness – Schatten der Vergangenheit (Den som dræber – Fanget af mørket, Fernsehserie, 4 Folgen)

## Auszeichnungen und Nominierungen
Bodil 2020
- Nominierung als Beste Nebendarstellerin für Før frosten

Robert 2020
- Nominierung als Beste Hauptdarstellerin für Før frosten